# 밥 로기
밥 로기(Bob Roggy, 1956년 8월 6일 미국 뉴저지주 홈델 타운십 ~ 1986년 8월 4일)는 미국 출신의 창던지기 선수였다. 1982년 8월 29일 서독 슈투트가르트에서 95.80m를 던져 세계 최고의 한 해 성적을 세웠다. 1982년 초 로기는 브루스 제너 인비테이셔널(Bruce Jenner Invitational)에서 창던지기 부문에서 미국 기록을 세웠으며 마크 머로(Mark Murro)의 12년 기록을 깨뜨렸다. 이전에 서던 일리노이 대학교에서 4학년으로 재학 중이었을 당시 1978년 NCAA 남자 야외 육상 선수권 대회에서 우승했다.
로기는 1986년 텍사스주 휴스턴에서 열린 제1회 올림픽 스포츠 페스티벌에서 픽업트럭 뒤에서 추락하는 사고로 사망했다.
로기는 홈델 고등학교(Holmdel High School)에 다녔다. 그의 사망 이후 추모 장학금이 마련되었다. 매년 홈델 고등학교의 최고의 운동선수 두 명은 체육 장학금을 통해 그의 발자취를 따를 수 있는 기회를 얻는다.

## 같이 보기
- 케이틀린 제너